# Faíscas do Xiabre
Faíscas do Xiabre fue un cuarteto pontevedrés de música tradicional gallega formado a comienzos de la década de 1970 en Catoira y que permaneció en activo hasta el año 1979 cuando tres de sus miembros se unieron con Antón Seoane y Rodrigo Romaní para crear el grupo Milladoiro.
Estaba compuesto por los percusionistas Moncho García Rei y Piri Vicente Lorenzo y los gaiteros Xosé Vicente Ferreirós y Nando Casal. 
En julio de 1978 participaron en la primera edición del Festival de Ortigueira y a comienzos de 1979 publicaron su primer y único disco, titulado In memoriam, para el que contaron con la colaboración de Seoane y Romaní, justo antes de se uniesen para integrar el grupo folk Milladoiro, del que Serafín Piri Vicente Lorenzo no formó parte. Los tres componentes de Faíscas do Xiabre son los únicos músicos que han permanecido en Milladoiro desde su fundación, el 15 de mayo de 1979, hasta la actualidad.